# Dětský sňatek

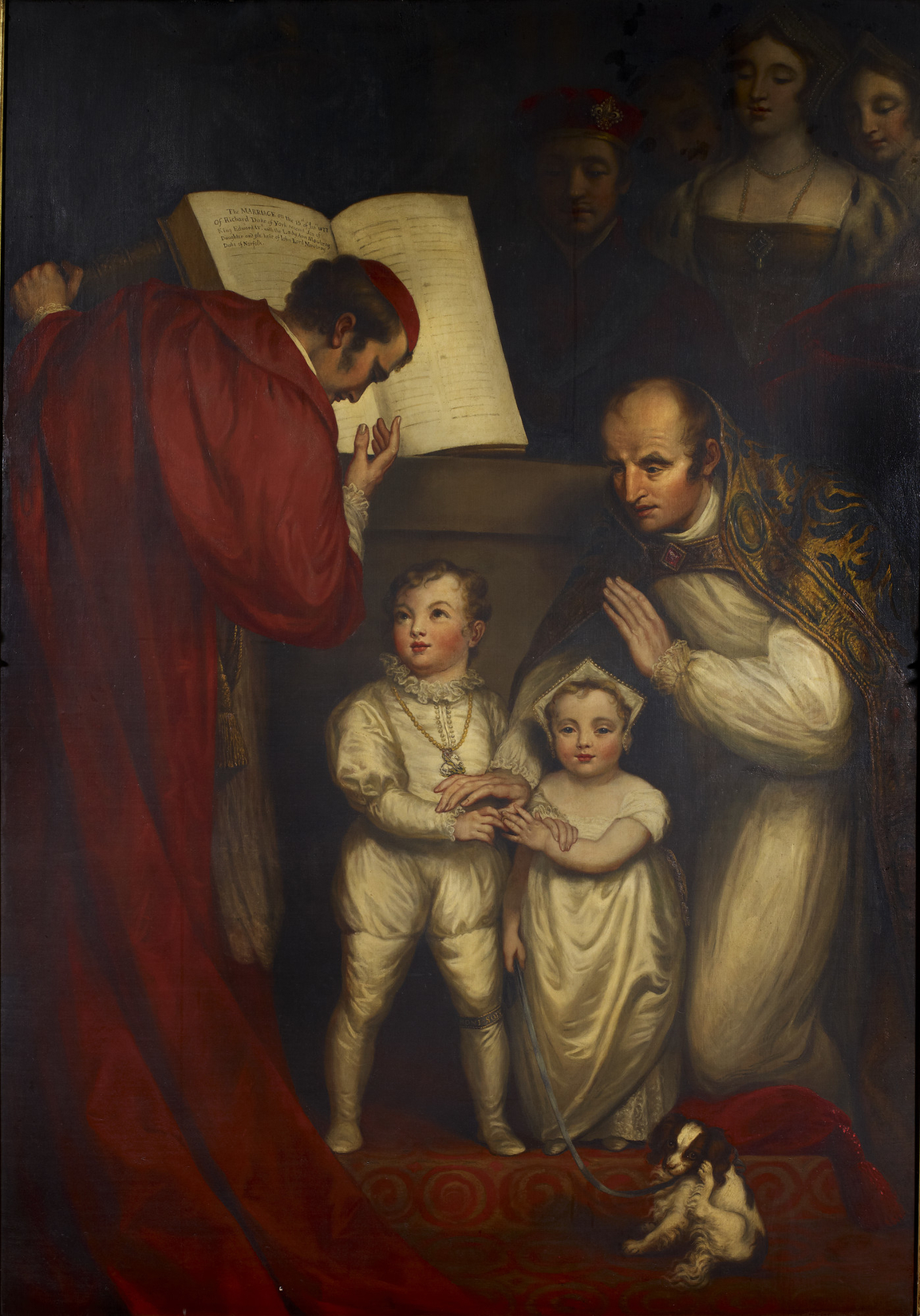
Obraz Svatba Richarda ze Shrewsbury, vévody z Yorku od Jamese Northcota (1746–1831)

Dětský sňatek znamená uzavření manželství mezi dítětem a dospělým nebo mezi dvěma dětmi, kterým je obvykle méně než 18 let. Naprostá většina dětských sňatků je uzavřena mezi nezletilou dívkou a dospělým mužem.
Věková hranice pro zletilost a pro uzavření manželství je většinou stanovena na 18 let; v některých zemích však může být nižší nebo vyšší. I v zemích, které mají věk 18 let pro tyto účely legislativně zakotven, však mohou kulturní tradice být silnější než zákony. Mnoho právních systémů mimo to umožňuje dřívější svatby v případech, kdy s nimi souhlasí rodiče nebo když je mladistvá nevěsta těhotná.
Dětské sňatky jsou porušováním základních lidských práv dětí, např. Úmluvy o právech dítěte. Podle odhadů je na světě přes 700 milionů žen, které se vdaly před svými 18. narozeninami.

## Rozšíření
Podle UNICEF dochází k dětských sňatkům nejvíce:
- V subsaharské Africe, kde 40 procent dívek absolvuje svatbu před dosažením 18 let, každé osmé není ani 15 let
- v Latinské Americe a Karibiku, kde je dětských nevěst 23 procent
- na Blízkém východě a v severní Africe, kde je dětských nevěst 18 procent[2]

## Důvody
K důvodům, které vedou rodiny k předčasným svatbám, patří chudoba, nedostatek vzdělání, genderová nerovnost, tradice.
Dívky bývají na rozdíl od chlapců v řadě rodin vnímané jako přítěž. Sňatkem dceru přesunou do rodiny manžela. Navíc čím je dívka mladší, tím nižší věno jí rodina dává.

## Důsledky

### Zdravotní dopady
Předčasné zahájení sexuálního života vede k tomu, že desítky tisíc nezletilých dívek každý rok zemřou na komplikace v těhotenství nebo při porodu. Podle nevládní organizace Save the Children jde o nejčastější příčinu úmrtí u mladých děvčat. Porod v tomto věku je vyšším rizikem také pro novorozence, např. v důsledku nízké porodní váhy. Vysoká jsou také rizika onemocnění pohlavně přenosnou nemocí.
V nové rodině jsou děti nezřídka vystaveny bití a nadměrné fyzické zátěži, která neodpovídá jejich věku. Mají podřízené postavení, které se blíží postavení otroka.
V některých státech (Nigérie, Niger, Guinea, Haiti) bývají dívky druhou nebo třetí manželkou. Mohou být obětí znásilnění manželem, což je v některých afrických státech legální (Keňa). Pokud se dívky snaží od manžela utéct, mohou tím riskovat tzv. vraždu ze cti (Egypt, Libanon, Bangladéš).

### Nízké vzdělání a omezení sociálních vazeb
Dětské sňatky jsou důvodem pro ukončení školní docházky v průměru u 15–20 % dívek (dalším častým důvodem je těhotenství). Kvůli nedokončenému vzdělání a nízkému věku se dívky stávají ekonomicky a sociálně závislé na rodině ženicha. Ženy, které vstoupily do manželství jako děti, mají očekávaný příjem v průměru o 9 % nižší než jejich vrstevnice, které se vdaly až po dosažení 18. roku života.
Přerušením školní docházky dívky také přestanou rozvíjet sociální vazby. Jsou tak odkázány na rodinu. Je přitom prokázáno, že dětské sňatky mají vliv i na riziko domácího násilí. Ještě horší dopady může mít rozvod, který může vést k sociálnímu vyloučení.

## Příklady zemí

### Afrika
V Nigeru se vdává až 76 procent nezletilých dívek, v Čadu a Středoafrické republice 68 procent a v Mali a Burkině Faso více než polovina, uvádí organizace Save the Children.

#### Niger
Niger je považován za zemi s nejvyšším počtem dětských manželství na světě. Až 75 % dívek mezi 20 až 24 lety bylo provdáno před dosažením 18 let věku, v některých oblastech až 89 %. Téměř polovina vdaných dívek však nedosáhla ani 15 let. Důvodem bývá muslimská tradice a zabránění těhotenství mimo manželství. V posledních letech se rozšířil prodej dívek z chudých zemědělských oblastí do okolních států. Rodina se domnívá, že dívka tam bude provdána, místo toho je však prodána znovu za účelem sexuálních služeb.

#### Sierra Leone
Zvláštní soud pro Sierra Leone v roce 2009 poprvé na mezinárodní úrovni prohlásil nucené manželství za zločin proti lidskosti.
Přes 48 % dívek ve věku 20 až 24 let vstoupilo do manželství před dosažením 18 let, 27 % dětí před dosažením 15 let. (data 2011) Ačkoli se situace od roku 2006 zlepšovala, ke zhoršení došlo v roce 2020 vlivem pandemie covidu-19. Dívky přestaly chodit do školy a rodiny se rozhodovaly pro jejich brzké sňatky z obavy, aby neotěhotněly mimo manželství.

### Asie

#### Indie
V Indii žije podle oficiálních vládních údajů 27 milionů žen, které měly svatbu před dosažením plnoletosti. Podle organizace Jatan, která bojuje proti dětským svatbám, je ve skutečnosti jejich počet mnohem vyšší. Sňatek, při kterém ženě není aspoň 18 let a muži nejméně 21 let, je přitom v Indii nelegální.

#### Bangladéš
Svatbu před dosažením plnoletosti mělo 51 procent bangladéšských dívek. Před dosažením věku 15 let pak 22 procent. V Bangladéši žije 41 milionů žen provdaných před dovršením plnoletosti (k roku 2023), nejvíc po Indii.

### Amerika

#### USA
Podle neziskové organizace Unchained at Last rodiče provdali v letech 2000–2010 víc než 160 000 dětí, desetinu z nich na Floridě.

### Evropa

#### Česká republika
Ve výjimečných případech může soud povolit uzavření manželství nezletilému, který dovršil věk 16 let, jsou-li pro to důležité důvody.

## Mezinárodní úmluvy k ochraně práv dětí
- Úmluva o ochraně lidských práv a základních svobod (1950)
- Úmluva o odstranění všech forem diskriminace žen (1979)
- Úmluva proti mučení a jinému krutému, nelidskému či ponižujícímu zacházení nebo trestání (1987)
- Úmluva o právech dítěte (1989)
- Africká charta o právech a blahu dítěte (1999)
- Úmluva o ochraně dětí před sexuálním vykořisťováním a sexuálním zneužíváním (2007)